# Guanajibo (Cabo Rojo)
Guanajibo es un barrio ubicado en el municipio de Cabo Rojo en el Estado Libre Asociado de Puerto Rico. En el Censo de 2010 tenía una población de 4905 habitantes y una densidad poblacional de 211,96 personas por km².

## Geografía
Guanajibo se encuentra ubicado en las coordenadas 18°8′3″N 67°9′59″O / 18.13417, -67.16639. Según la Oficina del Censo de los Estados Unidos, Guanajibo tiene una superficie total de 23.14 km², de la cual 17.81 km² corresponden a tierra firme y (23.03%) 5.33 km² es agua.

## Demografía
Según el censo de 2010, había 4905 personas residiendo en Guanajibo. La densidad de población era de 211,96 hab./km². De los 4905 habitantes, Guanajibo estaba compuesto por el 82.34% blancos, el 5.87% eran afroamericanos, el 0.29% eran amerindios, el 0.18% eran asiáticos, el 0.12% eran isleños del Pacífico, el 7.12% eran de otras razas y el 4.08% pertenecían a dos o más razas. Del total de la población el 98.78% eran hispanos o latinos de cualquier raza.